# Groupes C et D de la Coupe du monde de rugby à XIII 2017
Led groupe C et D de la Coupe du monde de rugby à XIII 2017, qui se dispute du 27 octobre 2017 au 2 décembre 2017 en Australie, en Nouvelle-Zélande et en Papouasie Nouvelle-Guinée, comprend chacune trois équipes dont seul le premier se qualifie pour les quarts de finale de la compétition. Le groupe C comprend la Papouasie-Nouvelle-Guinée, le Pays de Galles et l'Irlande, et le groupe D comprend les Fidji, les États-Unis et l'Italie.

## Classement

### Groupe C
| Groupe C |                      |   |   |   |   |     |     |     |
|          | Équipe               | J | V | N | D | PP  | PC  | Pts |
| 1        | Papouas.-Nlle-Guinée | 3 | 3 | 0 | 0 | 168 | 28  | 6   |
| 2        | Irlande              | 3 | 2 | 0 | 1 | 68  | 74  | 4   |
| 3        | Pays de Galles       | 3 | 0 | 0 | 3 | 12  | 168 | 0   |

| 28 octobre  | Papouas.-Nlle-Guinée | 50 - 6 | Pays de Galles | National Football Stadium, Port Moresby |
| 5 novembre  | Papouas.-Nlle-Guinée | 14 - 6 | Irlande        | National Football Stadium, Port Moresby |
| 10 novembre | Pays de Galles       | 6 - 34 | Irlande        | Perth Rectangular Stadium, Perth        |

### Groupe D
| Groupe D |            |   |   |   |   |     |     |     |
|          | Équipe     | J | V | N | D | PP  | PC  | Pts |
| 1        | Fidji      | 3 | 3 | 0 | 0 | 168 | 28  | 6   |
| 2        | Italie     | 3 | 1 | 0 | 2 | 68  | 74  | 2   |
| 3        | États-Unis | 3 | 0 | 0 | 3 | 12  | 168 | 0   |

| 28 octobre  | Fidji  | 58 - 12 | États-Unis | Willows Sports Complex, Townsville |
| 5 novembre  | Italie | 46 - 0  | États-Unis | Willows Sports Complex, Townsville |
| 10 novembre | Fidji  | 38 - 10 | Italie     | Canberra Stadium, Canberra         |

### Matchs inter-groupe C et D
Les équipes des groupes C et D jouent un match supplémentaire avec une équipe de l'autre groupe :
| 29 octobre 2017  | Irlande              | 36 - 12 | Italie         | Barlow Park, Cairns                     |
| 5 novembre 2017  | Fidji                | 72 - 6  | Pays de Galles | Willows Sports Complex, Townsville      |
| 12 novembre 2017 | Papouas.-Nlle-Guinée | 64 - 0  | États-Unis     | National Football Stadium, Port Moresby |

## Les matchs

### Papouasie-Nouvelle-Guinée - Pays de Galles
(mt : 26 - 0)
Points marqués :
- Papouas.-Nlle-Guinée :  10 essais de Mead (5e, 10e, 60e), Macdonald (23e), Ottio (34e), W. Albert (38e), Martin (43e, 53e), Olam (56e), Aiton (71e); 5 transformations de Martin (24e, 36e, 39e, 44e, 72e)
- Pays de Galles : 1 essai de Grace (80e); 1 transformation de Davies (80e)

Évolution du score : 4-0, 8-0, 14-0, 20-0, 26-0, 32-0, 36-0, 40-0, 44-0, 50-0, 50-6
Arbitre :  Ben Cummins
Homme du match :  David Mead
Spectateurs : 14 800
Composition des équipes :
- Papouas.-Nlle-Guinée : David Mead (c) - Justin Olam, Kato Ottio, Nene Macdonald, Garry Lo - Ase Boas (o), Watson Boas (m) - Stanton Albert, Wartovo Puara, Luke Page, Rhyse Martin, Willie Minoga, Paul Aiton - Kurt Baptiste, Wellington Albert, James Segeyaro, Enoch Maki - Entraîneur : Michael Marum
- Pays de Galles : Elliot Kear - Rhys Williams, Michael Channing, Andrew Gay, Regan Grace - Courtney Davies (o), Matt Seamark (m) - Craig Kopczak, Steve Parry, Phil Joseph, Rhodri Lloyd, Morgan Knowles, Chester Butler - Ben Morris, Matty Fozard, Sam Hopkins, Ben Evans - ntraîneur : John Kear

### Fidji - États-Unis
(mt : 36 - 6)
Points marqués :
- Fidji : 11 essais de Milne (3e, 11e), Naiqama (7e, (30e), Uate (14e), Evans (17e), Vunivalu (35e, 64e), Hayne (46e), Kikau (60e), Raiwalui (66e); 5 transformations de Koroisau (8e, 13e, 18e, 31e, 47e)
- États-Unis : 2 essais de Shipway (21e), Vaivai (72e); 5 transformations de Fariamo (22e, 74e)

Évolution du score :
Arbitre :  Henry Perenara
Homme du match :  Kevin Naiqama
Spectateurs : 
Composition des équipes :
- Fidji : Kevin Naiqama (c) - Suliasi Vunivalu, Taane Milne, Akuila Uate, Marcelo Montoya - Jarryd Hayne (o), Henry Raiwalui (m) - Ashton Sims, Apisai Koroisau, Kane Evans, Viliame Kikau, Brayden Wiliame, Tui Kamikamica - Joe Lovodua, Jacob Saifiti, Eloni Vunakece, Ben Nakubuwai - Entraîneur : Mick Potter
- États-Unis : Corey Makelim - Ryan Burroughs, Junior Vaivai, Taylor Alley, Bureta Faraimo - Kristian Freed (o), Daniel Howard (m) - Eddy Pettybourne, David Marando, Mark Offerdahl (c), Stephen Howard, Matt Shipway, Nick Newlin - Tui Samoa, Andrew Kneisly, Joe Eichner, Josh Rice - Entraîneur : Brian McDermott

### Irlande - Italie
(mt : -)
Points marqués :
- Irlande :
- Italie:

Évolution du score :
Arbitre :
Spectateurs : 
Composition des équipes :
- Irlande : - Entraîneur : Mark Aston
- Italie :  - Entraîneur : Cameron Ciraldo

### Papouasie-Nouvelle-Guinée - Irlande
(mt : -)
Points marqués :
- Papouas.-Nlle-Guinée :
- Irlande :

Évolution du score :
Arbitre :
Spectateurs : 
Composition des équipes :
- Papouas.-Nlle-Guinée : - Entraîneur : Michael Marum
- Irlande : - Entraîneur : Mark Aston

### Italie - États-Unis
(mt : -)
Points marqués :
- Italie :
- États-Unis :

Évolution du score :
Arbitre :
Spectateurs : 
Composition des équipes :
- Italie :  - Entraîneur : Cameron Ciraldo
- États-Unis :  - Entraîneur : Brian McDermott

### Fidji - Pays de Galles
(mt : -)
Points marqués :
- Fidji :
- Pays de Galles :

Évolution du score :
Arbitre :
Spectateurs : 
Composition des équipes :
- Fidji : - Entraîneur : Mick Potter
- Pays de Galles :  - Entraîneur : John Kear

### Pays de Galles - Irlande
(mt : -)
Points marqués :
- Pays de Galles :
- Irlande :

Évolution du score :
Arbitre :
Spectateurs : 
Composition des équipes :
- Pays de Galles :  - Entraîneur : John Kear
- Irlande : - Entraîneur : Mark Aston

### Fidji - Italie
(mt : -)
Points marqués :
- Fidji :
- Italie :

Évolution du score :
Arbitre :
Spectateurs : 
Composition des équipes :
- Fidji : - Entraîneur : Mick Potter
- Italie :  - Entraîneur : Cameron Ciraldo

### Papouasie-Nouvelle-Guinée - États-Unis
(mt : -)
Points marqués :
- Papouas.-Nlle-Guinée :
- États-Unis :

Évolution du score :
Arbitre :
Spectateurs : 
Composition des équipes :
- Papouas.-Nlle-Guinée : - Entraîneur : Michael Marum
- États-Unis :  - Entraîneur : Brian McDermott